# Diploastrea heliopora
Espèce
Synonymes
- Orbicella minikoiensis Gardiner, 1904[1]

Statut de conservation UICN

 NT  : Quasi menacé
Statut CITES
Diploastrea heliopora est une espèce de coraux durs de la famille des Diploastreidae.

## Description et caractéristiques
Il constitue des colonies massives en forme de dôme dont la hauteur peut atteindre 2 m pour un diamètre à la base de 5 m.

## Habitat et répartition
Diploastrea heliopora est présent dans les eaux tropicales de l'Indo-Ouest Pacifique, Mer Rouge incluse.

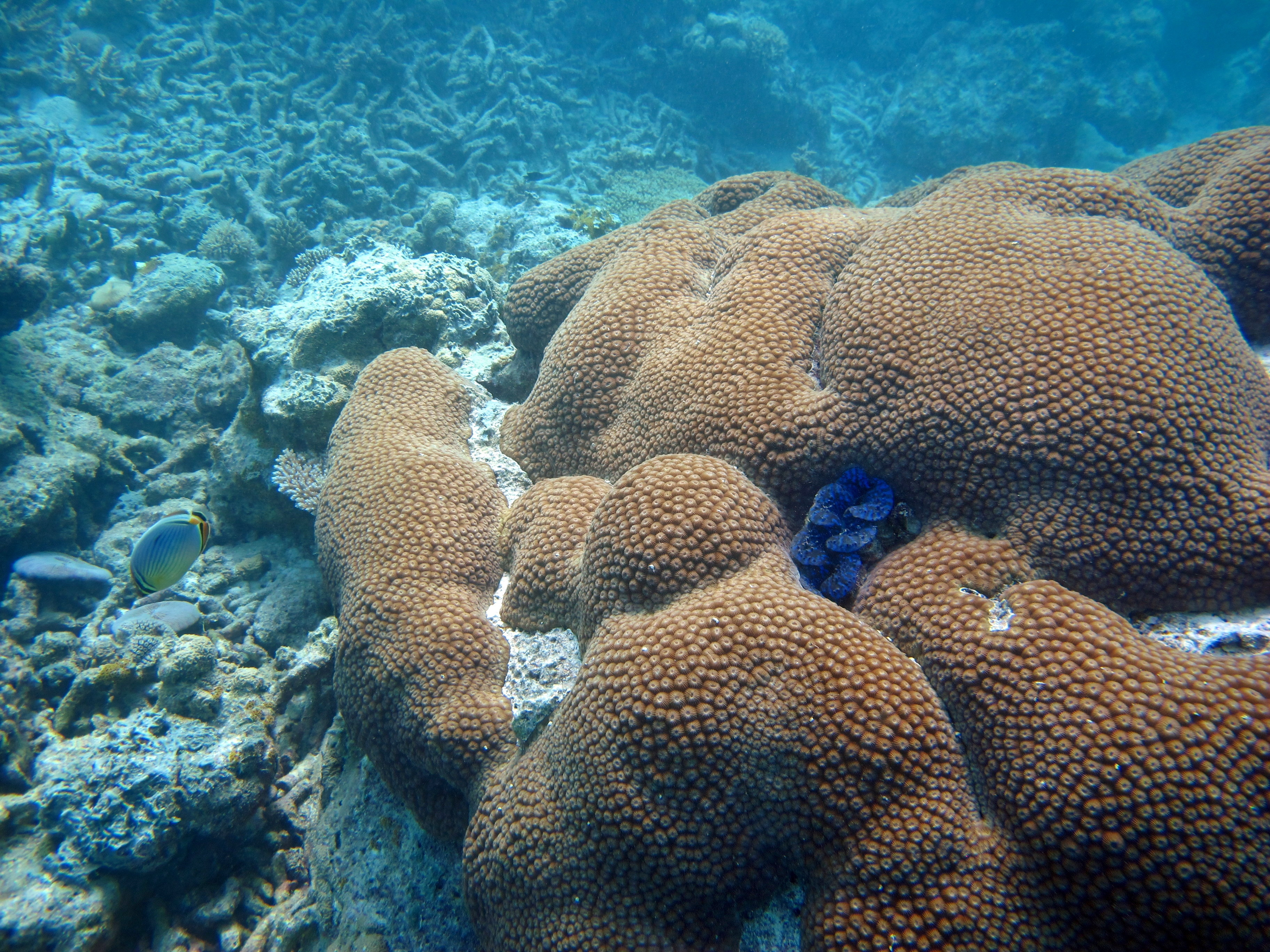
Colonie aux Maldives.
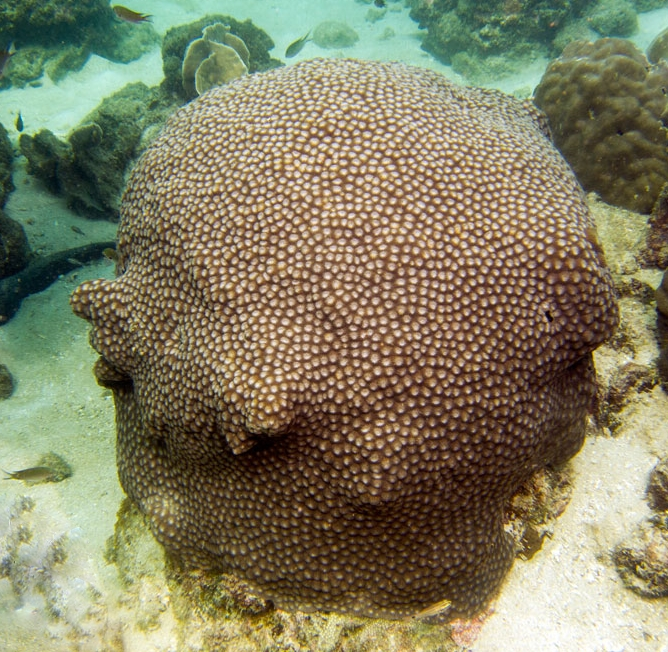
Colonie en Thaïlande, île de Ko Pha Ngan.
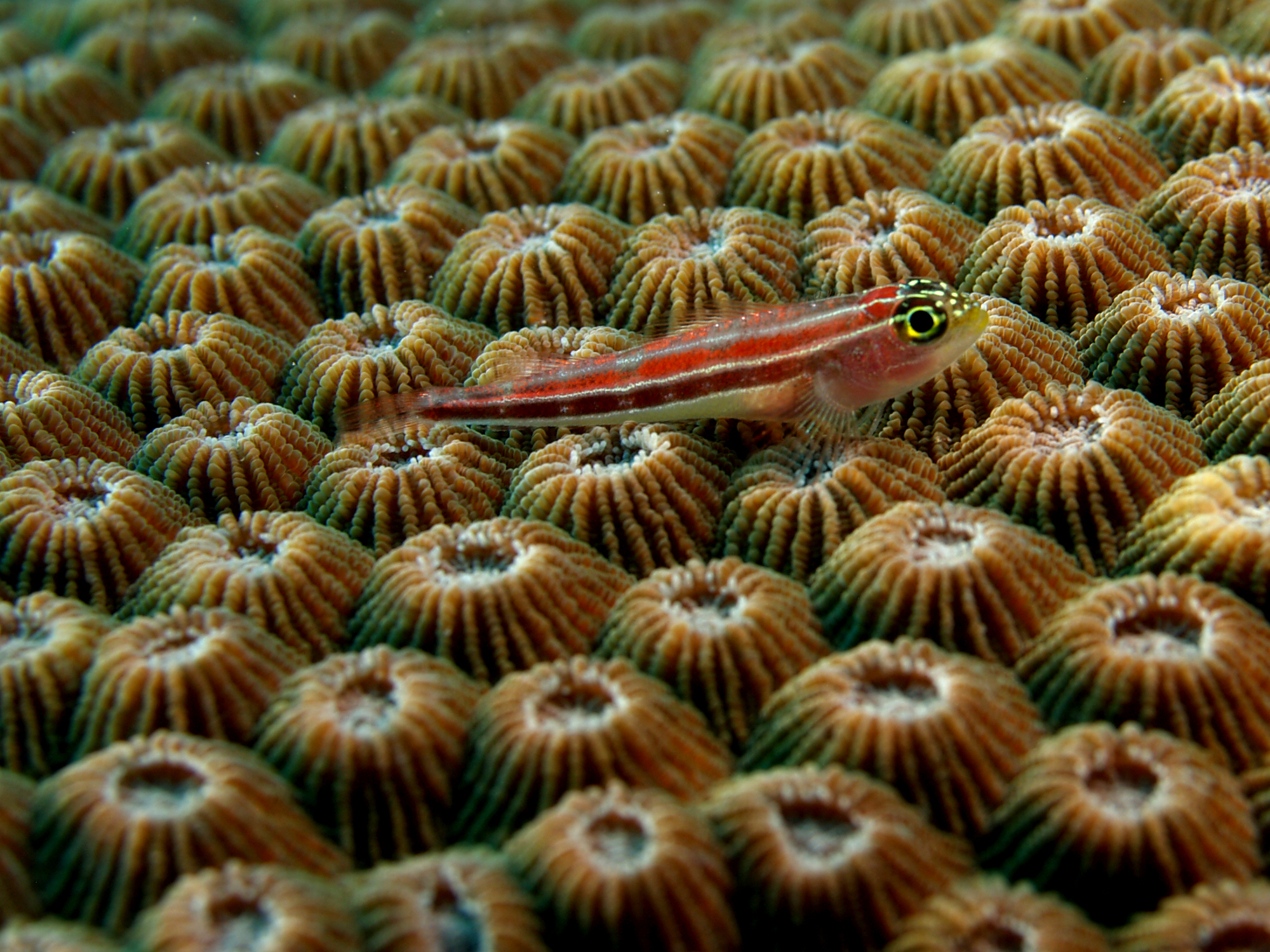
Gros plan.
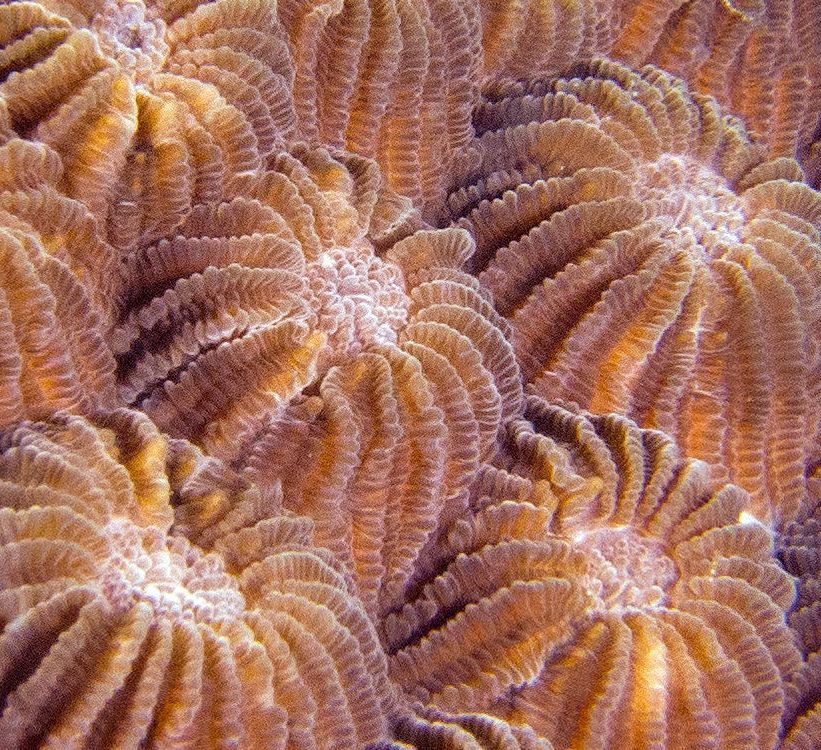
Coralites.